# Kostel svatého Mikuláše (Havaj)
Kostel svatého Mikuláše (slovensky Chrám sv. Mikuláša biskupa) stojí v obci Havaj v okrese Stropkov na Slovensku. Od roku 1963 je národní kulturní památkou Slovenské republiky. Farní kostel náleží pod řeckokatolickou farnost Havaj, děkanátu Stropkov, archeparchie prešovské.

## Historie
V roce 1600 se uvádí, že v obci bylo 26 poddanských domů, dům šoltyse a pravoslavného faráře neboť v obci byl kostel, který je doložený v roce 1601. Podle písemných dokladů v roce 1654 stál dřevěný kostel na severozápad od obce na vyvýšeném místě. V letech 1824–1825 byl na stejném místě postavený nový zděný kostel. Kostel měl dva zvony s názvy Nikolaj (hmotnost 224 kg) a Vasiľ, které byly rekvírovány v období první světové války. U kostela byla fara, prvý zápis ve staré matrice pochází z roku 1781. Kostel byl opravován v 19. a 20. století

## Popis
Kostel je klasicistní jednolodní zděná stavba na půdorysu obdélníku s půlkruhovým závěrem, přistavěnou sakristií a vestavěnou hranolovou věží na jihozápadním štítovém průčelí. Fasáda je členěna lizénami, ve štítovém průčelí je mírný rizalit.  Věž je ukončena barokní báni s lucernou. Vstup do kostela je umístěn ve věži. V kamenném ostění portálu je datace 1824.
V interiéru se nachází ikonostas, hlavní a boční oltáře z období kolem roku 1824. Kruchta je otevřena do lodi arkádou.